# Пјан Нава (Вербано-Кузио-Осола)
Пјан Нава је насеље у Италији у округу Вербано-Кузио-Осола, региону Пијемонт.
Према процени из 2011. у насељу је живело 55 становника. Насеље се налази на надморској висини од 726 м.